# 娘子关站
娘子关站位于中华人民共和国山西省阳泉市平定县娘子关镇，是石太铁路的一个车站，原名河滩站，始建于1906年，距离太原站158公里，距离石家庄站73公里，隶属于中国铁路北京局集团，现为三等站。

## 开行列车
本站原开行有石家庄北站往返阳泉站的K5275/5276次旅客列车。自2024年10月28日起，石家庄北站封站改造，K5275/5276次列车停运。本站实际上已无旅客列车停靠。

## 文物保护

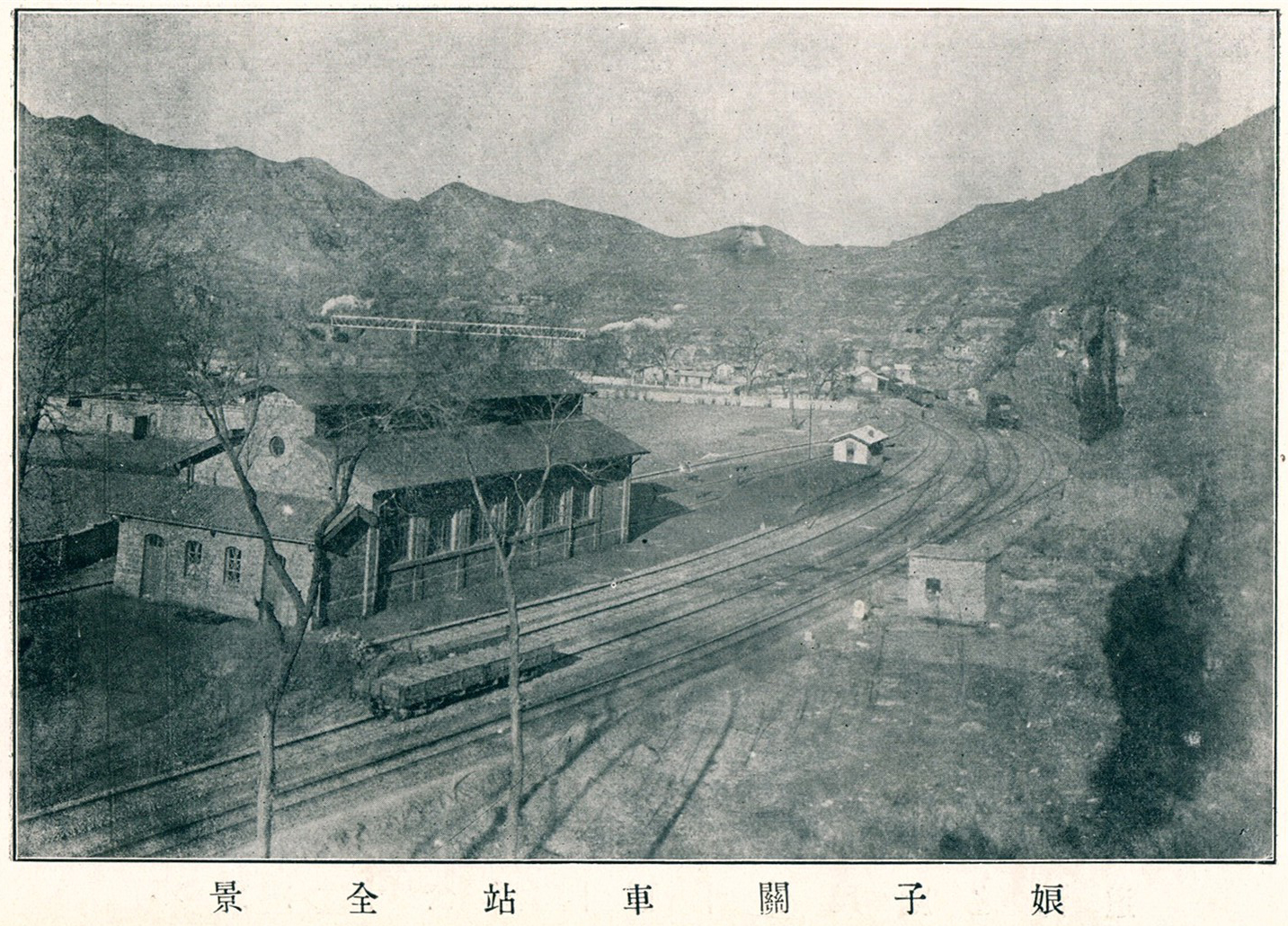
《正太鐵路接收紀念刊》中近处的娘子关车站及远处的铁路桥的影像（1932年）

2013年12月19日，娘子关站车站建筑以“娘子关火车站”的名义被阳泉市人民政府公布为第四批阳泉市文物保护单位。
2021年8月4日，娘子关站车站建筑偕同临近正太铁路窄轨铁路桥以“正太铁路窄轨铁路桥及娘子关站”的名义被山西省人民政府公布为第六批山西省文物保护单位。